# Paola Frani
Paola Frani (Cesena, 29 agosto 1962) è una stilista italiana.

## Carriera
Paola Frani è nata in una città romagnola e fin da piccola è stata appassionata di moda. Ha studiato al liceo artistico di Ravenna e al Centro professionale per progettista d'abbigliamento a Modena. Paola Frani debutta nel campo della moda appena ventenne, a metà degli anni ottanta, fondando insieme a Davide Fusaroli la linea di abbigliamento Scrupoli S.n.c.. La sede è a San Mauro Pascoli. Nel 1986 presenta nel corso di Pitti Immagine a Firenze la sua prima collezione Paola Frani e nel 1987 viene nominata "migliore stilista emergente" da una commissione di esperti del settore, che attira sulla stilista l'attenzione di Alberta Ferretti, a cui seguono importanti collaborazioni con il gruppo Coin, con Les Copains, Crimson e Casadei Calzature.
Nel 1992 la nuova collezione Paola Frani sfila a Milano, città dove l'anno seguente verrà anche aperto il primo show room del marchio. Nel 1996 nasce PF, seconda linea di Paola Frani rivolta ad un target più giovane. 
Dal 1999 vengono aperte nuove boutique in Italia, Francia, Giappone e Cina. Nel 2000 viene firmato un accordo con il gruppo giapponese AOI. Dal 2001 Scrupoli S.n.c. diventa Paola Frani S.r.l., che cambierà nuovamente denominazione sociale dal 2007, diventando PAOLA FRANI S.p.a. 
La stilista romagnola ha da sempre sviluppato uno stile fortemente riconoscibile, con un'identità marcata e una personalità d'impatto. Numerose le ispirazioni di altri mondi, come cinema e arte contemporanea, sono infatti visibili riferimenti alla Pop Art, al futurismo, o ad artisti come Schifano e Schnabel.